# Korretsberg
Koordinaten: 50° 22′ 45″ N, 7° 21′ 13″ O

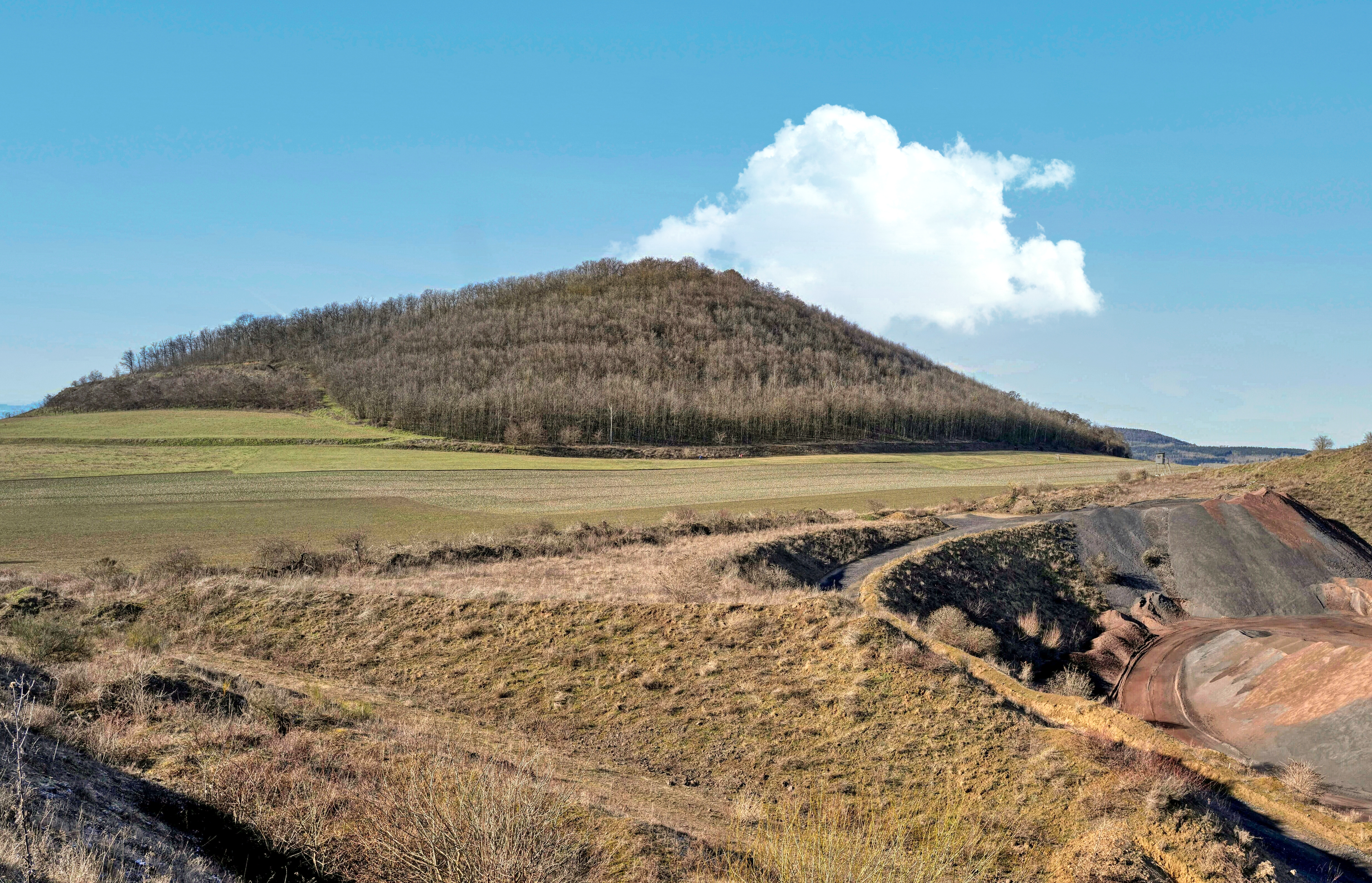
Der Korretsberg, vom Plaidter Hummerich gesehen

Das Naturschutzgebiet Korretsberg liegt im Landkreis Mayen-Koblenz in Rheinland-Pfalz. Das etwa 90 ha große Gebiet, das im Jahr 1988 unter Naturschutz gestellt wurde, erstreckt sich südöstlich der Ortsgemeinde Kruft um den 295 Meter hohen Korretsberg herum. Die Kreisstraße 52 verläuft unweit westlich und die A 61 nördlich.